# Bodenschutz

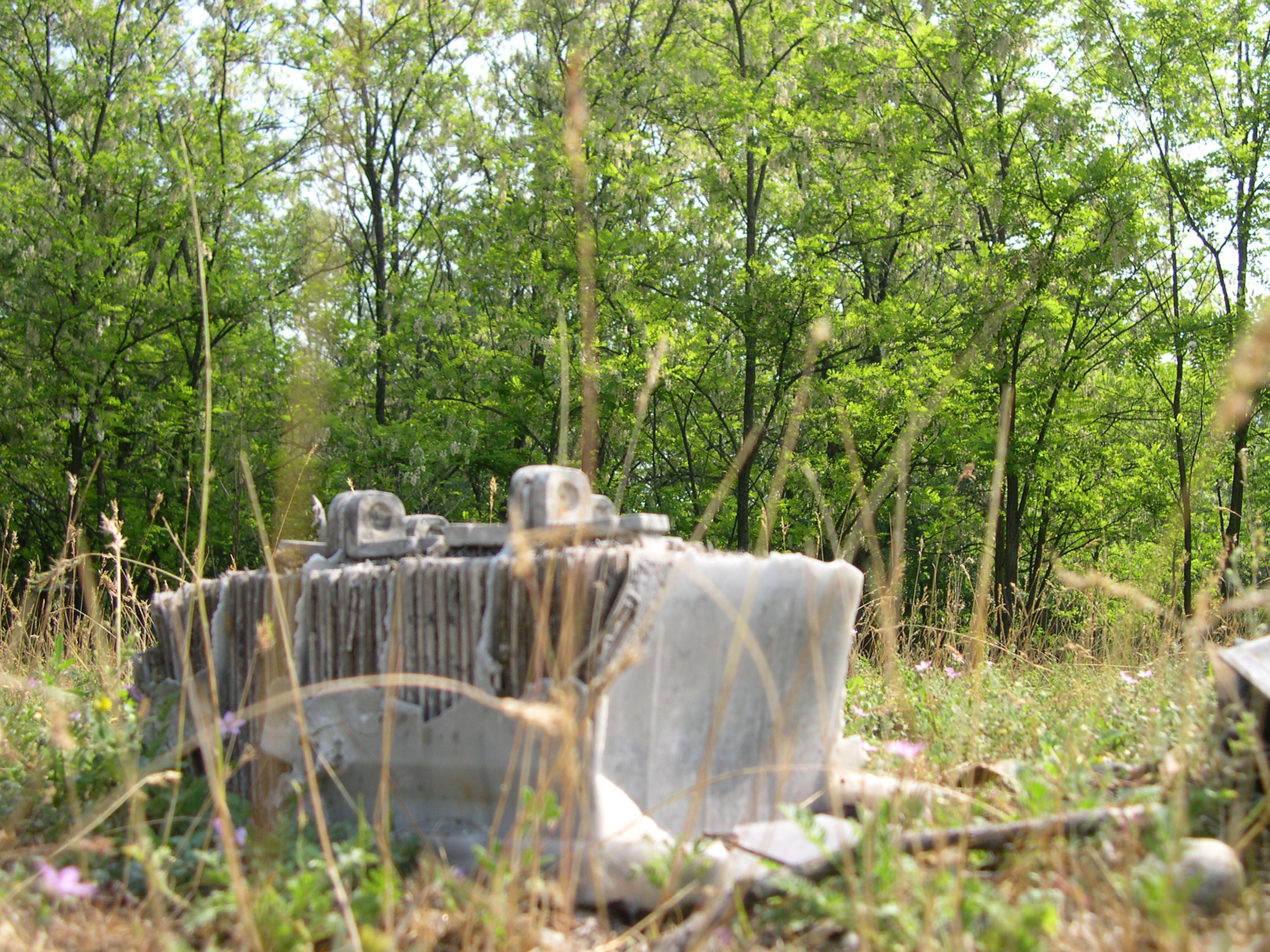
Bodengefährdung durch eine unzulässig entsorgte ausgelaufene Autobatterie

Der Bodenschutz hat allgemein das Ziel, das Schutzgut Boden vor schädlichen Veränderungen (Bodenschäden, Verlust von Bodenfunktionen) möglichst weitgehend zu schützen oder, wie § 1 BBodSchG beschreibt, „nachhaltig die Funktionen des Bodens zu sichern oder wiederherzustellen“.
Böden sind im deutschen Bodenrecht wegen ihrer überragenden Bedeutung für Mensch und Umwelt zwingend schutzwürdig und somit den Schutzgütern Wasser und Luft gleichgestellt. Die Schutzwürdigkeit des Bodens ist aber im Vergleich zu anderen Aspekten des Naturschutzes (Arten, Luft, Gewässer) historisch jung.
Wesentliche Aspekte des Bodenschutzes sind die Verringerung der Erosion und Auswaschung, der Erhalt von Humus sowie der Schutz vor Bebauung, Kontamination und Verdichtung.

## Schutzwürdigkeit von Böden
Böden bedecken einen Großteil der Erdoberfläche und sind wegen ihrer Funktionen elementar wichtig für Mensch und Natur. Für die Menschen sind sie insbesondere als Nutzfläche, allen voran als Träger von Ackerbau und Viehzucht und damit als Quelle fast aller Nahrungsmittel, unverzichtbar. Außerdem speichern Böden Kohlenstoff, deswegen ist Bodenschutz aktiver Klimaschutz.
Die gegenwärtige Entwicklung der Böden weltweit kann als besorgniserregend eingestuft werden: Die landwirtschaftlich nutzbare Fläche ist endlich und bereits weitgehend in Kultur genommen. Dabei sind bewirtschaftete Böden weltweit zunehmend von Bodenschäden durch Erosion, Versalzung, Desertifikation, Kontamination etc. betroffen. Dazu kommen Probleme wie das Wachstum der Städte (Versiegelung) oder Landgrabbing. Im Zusammenhang mit der weiter ansteigenden Weltbevölkerung wird sich der verfügbare Boden pro Mensch von 2012 bis 2050 halbieren.
Böden können sich zwar neu bilden oder regenerieren, dieser Prozess läuft aber überaus langsam ab. Im Schnitt vergehen 2000 Jahre für eine Bodenkrume von 10 cm. Außerdem reagieren sie meist langsam auf äußere Einflüsse, weshalb viele Schäden, vor allem in ihrer Bodenchemie, oft erst nach vielen Jahren auffallen. Fatalerweise sind Böden auch bei der Umkehrung von Schäden sehr träge. Viele Prozesse sind nur schwer umkehrbar bis nahezu irreversibel.
16 % der Böden in den alten EU-Ländern (~ 500.000 km²) sind bedroht. In den neuen Ländern der EU, wie Tschechien, Ungarn oder Polen sind es sogar 35 %. Wiederum 16 % der gesamteuropäischen Bodenfläche (~1000.000 km²) sind durch (Wasser)erosion bedroht.
Probleme mit Erosion oder Versiegelung sind nicht auf andere Länder und Regionen beschränkt. Die Böden in Deutschland zeigen seit Langem Verdichtungs- und Erosionsschäden. Bereits 1994 wies der Wissenschaftliche Beirat der Bundesregierung Globale Umweltveränderungen (WBGU) in seinem „Jahresgutachten zur Gefährdung der Böden“ auf nachweisbare Symptome der Bodendegradierung, wie Hochwasser, Bodenerosion, Bodenverdichtung, Verringerung der Grund- und Oberflächengewässerqualität, Minderung der Bodenfruchtbarkeit und in der Folge Abnahme der Pflanzengesundheit und Anstieg des Mineraldünger- und Pflanzenschutzmittelaufwands, hin. Die International Soil Conservation Organization (Internationale Gesellschaft für Bodenschutz, ISCO) bekräftigte die Warnungen auf ihrer Jahrestagung in Bonn 1996.
Weitgehend unbemerkt von der Öffentlichkeit weist eine Studie aus dem Jahr 2015 immerhin 50 % der Ackerfläche Deutschlands als erosionsgefährdet aus. Der regelmäßige Bodenabtrag ist dabei meist so gering, dass er akut kaum auffällt. Ein anderes Problem hierzulande ist der enorme Flächenverbrauch durch Bebauung. Im Schnitt (2018) verliert Deutschland täglich 56 ha Boden (75 Fußballplätze) an Straßenbau und Neubausiedlungen. Die Verluste gehen zwar zurück (2011 noch 80 ha Bodenverlust pro Tag), übersteigen aber die Zielsetzung der Bundesregierung von 30 ha pro Tag bis 2020 immer noch bei weitem; das Umweltbundesamt setzt für 2030 die Obergrenze 20 ha pro Tag.
Aus diesen Gründen ist Boden in Deutschland (seit 1999) als drittes Medium neben Wasser und Luft als Schutzgut des Naturhaushalts gesetzlich festgeschrieben.

## Entwicklung des Bodenschutzes
Viele Aspekte und Gefährdungen der Böden sind bereits seit langem bekannt. Auf Grund zahlreicher Probleme ist der Bodenschutz aber wesentlich unpopulärer als andere Themen des Naturschutzes:
- Die weite Verbreitung und gefühlte Unerschöpflichkeit lässt Böden wenig gefährdet erscheinen.
- Boden wird von vielen als „Dreck“ empfunden, der an sich nicht schützenswert ist.
- Viele Böden, insbesondere die unter Ackernutzung, werden vom Naturschutz kaum beachtet.
- In Industrienationen hat ein Großteil der Bevölkerung keinen Kontakt mehr zur Nahrungsmittelproduktion. Zusätzlich macht es die Überfülle an verfügbarer Nahrung schwer sich eine Verknappung vorzustellen. Dadurch geht das Wissen über die Wichtigkeit von Böden zurück.
- Bodenschäden sind oft schleichende Prozesse, die erst nach vielen Jahren problematisch werden. Schnell sichtbare Schäden wie verschwindende Arten, Smog, Algenblüten oder Schadstoffe im Trinkwasser fehlen meist.
- Der Verlust von (Kultur-)land ist meist nur lokal sichtbar. In nicht betroffenen Regionen und in Städten, in denen sich ein Großteil der Bevölkerung ballt, bleiben sie vorerst unbemerkt.
- Es gibt keinen Niedlichkeitsfaktor wie bei vielen bedrohten Tierarten.
- In Schulen und Medien wird wenig Wissen über Böden, ihren Schutz und ihre Gefährdung vermittelt. Dadurch fehlt vielen die Basis, das Problem zu erkennen.

Von daher ist es nicht verwunderlich, dass Böden im Gegensatz zum Arten-, Luft- und Wasserschutz in Politik, öffentlicher Meinung und Naturschutz lange Zeit kaum beachtet wurden.
Während Gesetze zur Reinhaltung von Luft und Wasser bereits in den 1970er Jahren verabschiedet wurden und mittlerweile fast weltweiter Standard sind, trat das erste Gesetz zum Schutz des Bodens in Deutschland erst 1999 in Kraft. In den meisten Staaten existieren bis heute keine entsprechenden Gesetze. Auf europäischer Ebene wurde dem Bodenschutz erstmals 2001 durch das 6. EU-Umweltaktionsprogramm eine zentrale Bedeutung zugesprochen. Eine europäische Rahmenrichtlinie zum Thema Boden wurde erst am 22. September 2006 vorgestellt und 2014, nach acht Jahren Beratung, ergebnislos eingestellt.

## Rechtliche Situation in Deutschland
Der Bodenschutz hat in Deutschland im Jahre 1999 im Bundes-Bodenschutzgesetz (BBodSchG) und in der Bundes-Bodenschutz- und Altlastenverordnung (BBodSchV) eine einheitliche Grundlage erhalten. Sie wird erweitert durch Bodenschutzgesetze der Länder sowie gleich- und vorrangige Rechtsvorschriften, wie das Kreislaufwirtschaftsgesetz, das Wasserhaushaltsgesetz und das Bundesnaturschutzgesetz. Vorrang hat auch das Düngemittel- und Pflanzenschutzrecht, das Bundes-Immissionsschutzrecht oder das Bauplanungs- und Bauordnungsrecht.
Der Anwendungsbereich der BBodSchV betrifft vornehmlich die Vorgehensweise bei der Untersuchung und Bewertung von Altlastflächen, mögliche Altlastflächen und Sanierungsmaßnahmen. Außerdem regelt sie die Gefahrenabwehr durch Dekontaminations- und Sicherungsmaßnahmen, Vorsorgemaßnahmen und Prüf- und Messmaßnahmen.
Die Belastungen und Beeinträchtigungen des Bodens betreffen chemische Verunreinigungen (z. B. durch Pestizide, Schwermetalle), physikalische Veränderungen (z. B. Bodenverdichtung, Bodenerosion) und Bodenverbrauch durch Überbau (z. B. Straßenbau, Siedlungsbau) oder Abtransport.
Schutzgebiete im Sinne des Bodenschutzes sind:
- Bodenschutzgebiete
- Bodenplanungsgebiete
- Bodenbelastungsgebiete
- Bodengefährdungsgebiete

### Situation in der Schweiz
In der Schweiz regeln vorab Art. 32c (Belastungen durch Deponien und andere Abfälle) sowie Art. 33 (Erhaltung der Bodenfruchtbarkeit) des Umweltschutz-Gesetzes (USG) sowie zugehörige Verordnungen den Bodenschutz.

## Maßnahmen des Bodenschutzes
Es existieren Maßnahmen, um Böden im Allgemeinen zu schützen. Böden mit hoher Funktionserfüllung sind in Deutschland im Besonderen geschützt. Da Boden zahlreiche Funktionen gleichzeitig erfüllen kann, sind auch die möglichen Schutzmaßnahmen äußerst vielfältig. Stehen mehrere Funktionen in Konkurrenz zueinander, muss oft eine Gewichtung getroffen werden, z. B. bei der Ausweisung von Bauland.
Die möglichen Maßnahmen hängen im Wesentlichen von der Nutzung eines Bodens ab (In Mitteleuropa sind nahezu sämtliche Boden in Nutzung). Allgemein anzustreben sind:
- Schutz vor Bebauung, also die Verhinderung des Flächenverbrauchs durch Bau-, Lager- oder Verkehrsfläche oder die Lenkung solcher Nutzungen auf Böden mit geringer Funktionserfüllung.
- Verringerung der Schadstoffbelastungen, z. B. durch kontingentierte Ausbringung von Fremdmaterial (z. B. Gülle), Minderung der Immissionen oder Ausbringungsverbote (z. B. Klärschlamm).
- Erhalt des Humusgehalts im Boden.
- Vermeidung von Bodenverdichtung durch schonendes Be- und Überfahren im Rahmen der forst- oder landwirtschaftlichen Nutzung
- Erosionsschutz, also die Verringerung des Abtrags der Oberböden durch Wasser und Wind; dabei kommt dem Schutz des Bodens durch die  Bodenbedeckung besondere Bedeutung zu.
- Schutz vor Auswaschung, Versauerung und Auslaugung
- Planung der nachhaltigen Bodennutzung im Rahmen einer Flächenkreislaufwirtschaft zur Reduzierung des Bodenverbrauchs

Da Bodenfunktionen fast nur durch Nutzungsfunktionen geschädigt werden, treffen alle Maßnahmen des Bodenschutzes Aspekte der Bodennutzung. Besonders betroffen sind das Bauwesen, die Industrie sowie der primäre Wirtschaftszweig (Land, Forst und Bergbau). Besonderheiten liegen im Bereich Altlasten und bei einer Archivfunktion des Bodens vor.

### Bauwesen
Allgemein wird eine Verringerung des Flächenverbrauchs durch Bebauung angestrebt. Bei der Bebauung sollte auf geringe Versiegelung, schonende Bodenbearbeitung, geringstmögliche Bodenverdichtung, Schutz des Oberbodens durch getrennte Bodenmieten und sorgsamen Umgang mit möglichen Kontaminanten geachtet werden. Bei der Bewegung von bereits belastetem Boden muss der Schutz der Umgebung (Verhinderung der Vermischung) beachtet werden.
Speziell landwirtschaftliche Flächen und damit landwirtschaftlich genutzte Böden sind aber durch einen auf hohem Niveau anhaltenden "Flächenverbrauch" durch neue Siedlungs- und Verkehrsinfrastruktur (etwa 60 ha pro Tag in Deutschland) im Rückgang. Die deutsche Eingriffsregelung, nach der (viele) bauliche Eingriffe durch eine Kompensation ausgeglichen werden müssen, erfordert keinen funktionalen Ausgleich. Ein Verlust von Böden (ihre Quantität und/oder Qualität) etwa, kann so prinzipiell auch durch neue Fischtreppen ausgeglichen werden. Diese Problematik trifft speziell landwirtschaftliche Flächen, weil diese tendenziell aus topographischen Gründen zugänglicher für Erschließungsmaßnahmen sind als z. B. forstwirtschaftlich genutzte Flächen.

### Industrie
Neben den allgemeinen Maßnahmen bei der Bebauung ist die Industrie in erster Linie für Kontaminationen verantwortlich. Selbstverständliche Bereiche des Umweltschutzes wie der Immissions- und Gewässerschutz sind damit gleichbedeutend mit Bodenschutz. Ein Austritt von Kontaminanten sollte so gering als möglich gehalten werden.

### Landwirtschaft
Der Landwirtschaft kommt eine besondere Bedeutung zu. Zum einen wegen ihrer Wichtigkeit für die Ernährung der Bevölkerung, zum anderen wegen ihrer direkten Abhängigkeit vom Boden (außer in der Hydrokultur), und ihrem großen Einfluss auf diesen (47,5 % der Fläche Deutschlands ist landwirtschaftlich genutzt).
Je nach Bodenart und Bodentyp sind die Bodeneigenschaften und damit die sinnvolle Bodennutzung höchst unterschiedlich. Insgesamt nimmt die vom Landwirt gewählte Bewirtschaftung wesentlichen Einfluss auf die Funktionen und die Qualität des Bodens. Eine angemessene Landwirtschaft kann Böden nachhaltig bewirtschaften und schützen. Unangepasste Formen (Übernutzung) führen aber langfristig zu schweren Bodenschäden. Konkrete Maßnahmen sind z. B.:
- Auswahl einer geeigneten Kultur (z. B. schnelle Bodenbedeckung, geringerer Düngemitteleinsatz)
- Angepasste Bodenbearbeitung (Geringere Erosionsanfälligkeit, Humuserhalt im Boden etc.)
- Schonender Maschineneinsatz (Erhalt des Bodengefüges, Vermeidung von Verdichtungen)
- Geringer Einsatz von Kontaminationsquellen (z. B. enthalten viele Dünger, organische wie anorganische, Schwermetalle, Verzicht auf kupferhaltiger Spritzmittel)
- Schonung des natürlichen Bodenlebens (Verzicht auf einige Pflanzenschutzmittel, Humuserhalt, Mulchsaat etc.).
- Angepasste Düngung (z. B. Kalkung) zur Erhaltung der Bodenfruchtbarkeit und Verringerung der Nährstoffauswaschung

Durch die Intensivierung der Landwirtschaft konnten die Erträge landwirtschaftlicher Flächen erheblich gesteigert werden. Ein Teil dieser Steigerung beruht aber auf einer kurzfristigen Übernutzung. Großflächige Schäden durch Übernutzung zeigen sich z. B. in der fortschreitenden Verwüstung ganzer Regionen wie dem Sahel. Auch in Deutschland wird kontrovers diskutiert, ob und wie weit die Böden ihre Belastungskapazitäten überschritten haben.

### Forstwirtschaft
In der Forstwirtschaft wird der Boden über die Wahl der angepflanzten Bäume beeinflusst. Diese nehmen z. B. Einfluss auf die im Boden entstehenden Humusformen oder die Nährstoffauswaschung. Der (meist dauerhafte) Bewuchs des Bodens verhindert in der Regel wirkungsvoll Erosion und Auswaschung. Insgesamt sind Wälder in Mitteleuropa die naturnaheste Nutzung eines Bodens mit dem damit verbundenen geringsten Schadpotential. Monokulturen nicht ortsüblicher Arten (Fichten, Kiefern) können aber durchaus negative Folgen haben wie Bodenversauerung oder Artenausdünnung.
Der Bodenschutz ist vor allem im Bezug auf die maschinelle Holzernte zu einem gesellschaftspolitischen Thema geworden. Die mit Last bis zu 16 t schweren Forwarder hinterlassen, insbesondere bei feuchter Witterung, tiefe Spuren im Waldboden. Diese Verdichtungen sind über Jahrzehnte nachweisbar. Um diesem Problem gerecht zu werden, werden momentan unterschiedliche Konzepte, von der Bereifung, dem Einsatz von Zugpferden bis hin zu strukturellen Änderungen diskutiert.

### Bergbau
Auch der Bergbau bzw. die Rohstoffgewinnung hat sich mit Bodenschutz zu befassen, insofern es um den Tagebau und um den Abraum auf Halden geht. Vielfach müssen auch Altablagerungen und Altstandorte ermittelt werden, die viele Jahrhunderte alt sein können. Aktuell wird die Vermeidung von Bodenschäden durch Fracking immer wichtiger.
Da der Bergbau, speziell im Tagebau, sehr viel Fläche benötigt, ist im Bundesberggesetz (BBergG) geregelt, dass nach dem Abbau eine Renaturierung erfolgen muss. Dazu gehört nicht nur eine möglichst vollständige Verfüllung des Tagebaurestlochs, sondern auch das Auftragen des zuvor abgetragenen Bodens und die kontrollierte Normalisierung des Grundwasserspiegels. Vielfach werden auch Gesteine an die Oberfläche verfrachtet, die unter Sauerstoffzufuhr zerfallen und große Säure-, Sulfat- und Eisenmengen freisetzen. Dadurch kann der Boden über Jahrzehnte extrem versauern. Bereits Plinius der Ältere kritisierte in seiner Naturalis historia die Verwüstungen, die der römische Goldbergbau in den spanischen Provinzen anrichtete.

### Altlasten
In vielen meist industriell oder militärisch genutzten Flächen ist es im Laufe der Zeit zu gewollten oder ungewollten Versickerungen von Schadstoffen in den Boden gekommen. Die betroffenen Flächen werden als sogenannte Altlasten bezeichnet. In Abhängigkeit von der Belastung (der Konzentration und/oder dem Stoff) und der Gefährdung von Schutzgütern können umfangreiche Bodensanierungsmaßnahmen notwendig werden.

### Boden als Archiv
Die Bedeutung von Böden als landschaftsgeschichtliche Urkunde ist ebenso ein wichtiger Grund für den Schutz und Erhalt bestimmter Standorte. An ihnen können durch vergleichende Untersuchungen mögliche Auswirkungen der Bodennutzung durch den Menschen auf die Bodenentwicklung erkannt und rekonstruiert werden. Grundsätzlich jeder Standort weist geschichtlich bedingte Besonderheiten auf. In der Regel werden daher nur herausragende Böden unter Schutz gestellt.
Dabei unterscheidet man:
Naturgeschichtliche Urkunden – Böden als Archive der Naturgeschichte
- Entwicklung aus einem besonders seltenen Ausgangsgesteinen
- Die Entwicklung in einer typischen, repräsentativen Weise
- Beteiligung außergewöhnlicher Entstehungsprozesse wie bei Quell- und Sinterkalken
- Prägnante Merkmale einer reliktischen (heute nicht mehr ablaufenden) Bodenentwicklung

Allgemeine geologische Aufschlüsse, herausgewitterte Vulkankegel und vergleichbare Objekte, in denen keine relevante Bodenentwicklung stattgefunden hat, sind keine Böden. Sie können als Geotope unter Schutz gestellt werden.
Kulturgeschichtliche Urkunden
Böden treten als Archive der Kulturgeschichte besonders hervor, wenn der Aufbau des Bodenprofils durch historische Agrarkulturtechniken geprägt ist wie bei Plaggeneschen und Wölbäckern oder wenn Böden Zeugnisse spezieller Bewirtschaftungsformen wie Wässerwiesen, alte Weinbergslagen oder Wacholderheiden sind.
Von den Archivböden nach BBodSchg zu trennen sind die Bodendenkmale. Bei ihnen geht es nicht um besondere Formen der Bodenentwicklung, sondern um den Erhalt bzw. die Bewahrung von Lebensspuren des Menschen oder der Tier- und Pflanzenwelt im Boden. Beispiele dafür sind Gebiete mit Siedlungsresten, Gräberfelder, Schlachtfelder, Hohlwege, die Fundstellen von Versteinerungen und Fossilien. Den Übergang vom Bodendenkmal zum Denkmal allgemein bilden die teils mit Resten von Aufbauten vorliegenden militärischen Relikte wie Landwehrgräben, Limesreste oder Wüstungen.